# Herb Torzymia
Herb Torzymia – jeden z symboli miasta Torzym i gminy Torzym w postaci herbu.

## Wygląd i symbolika
Herb przedstawia trzy złote, sześcioramienne gwiazdy na błękitnym tle, wznoszące się nad trzema zielonymi, spiczasto zakończonymi górami.
Jest to tzw. herb mówiący, który nawiązuje do niemieckiej nazwy miasta (w języku niemieckim Sternberg oznacza „gwiezdną górę”).